# St. Emmeram (Englschalking)

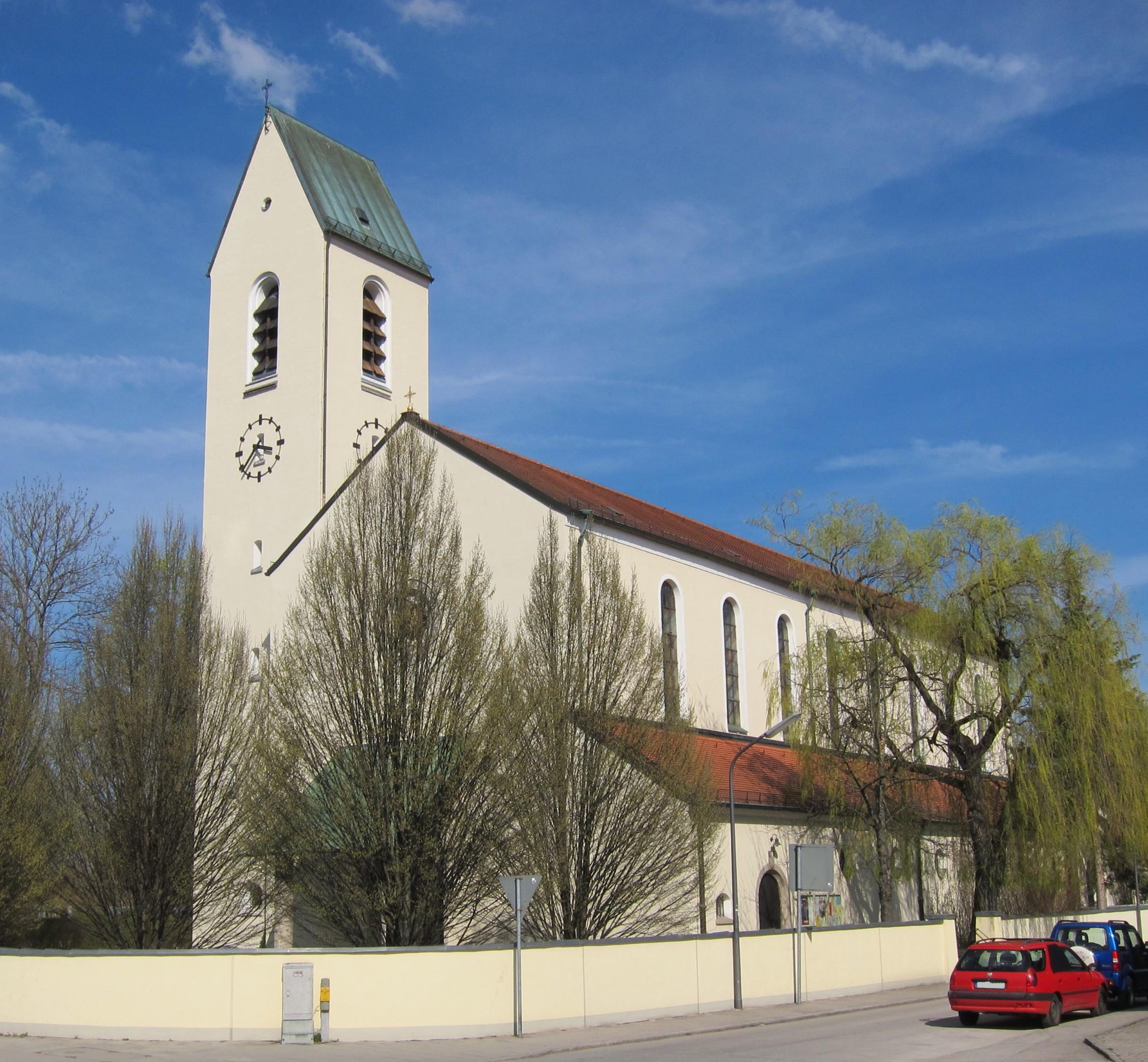
St. Emmeram in Englschalking

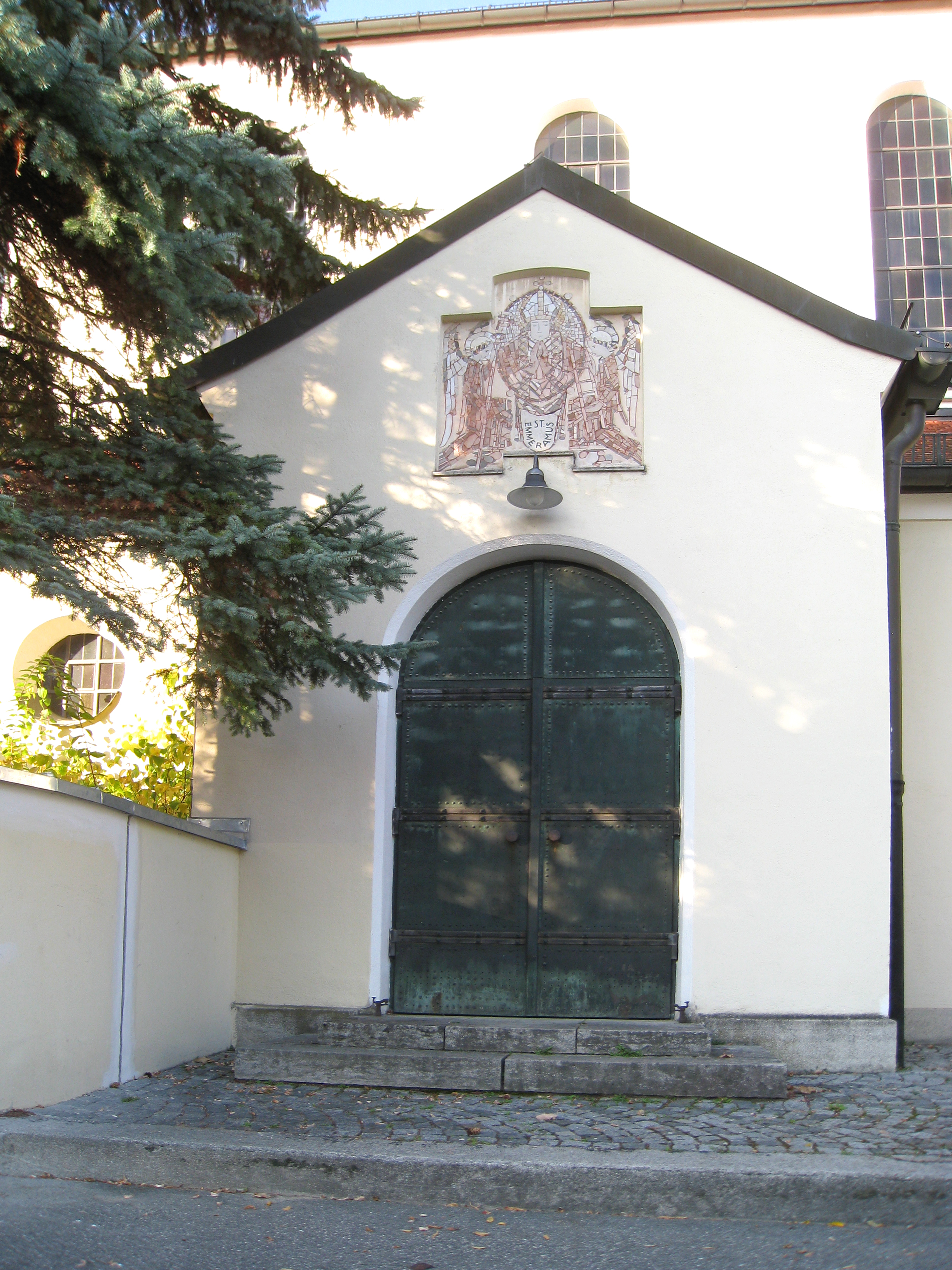
St. Emmeram-Mosaik

St. Emmeram ist eine katholische Pfarrkirche im Münchener Stadtteil Englschalking. Sie wurde 1931 gebaut und ist St. Emmeram von Regensburg geweiht, dessen Fest am 22. September gefeiert wird. Ein Mosaik über dem Seiteneingang zeigt „St. Emmeramus“.

## Lage
Die Kirche liegt zusammen mit dem Pfarr- und Gemeindezentrum sowie dem Kindergarten an der Putziger Straße in Englschalking, in direkter Nachbarschaft der Grundschule.

## Geschichte
Schon 1904 wurde in Englschalking ein Kirchenbauverein gegründet, um Mittel für den Bau einer neuen katholischen Kirche zu sammeln, da der Raum in der mittelalterlichen Kirche St. Nikolaus nicht mehr ausreichte.
1930 wurde im Rahmen der Eingemeindung der Gemeinde Daglfing nach  München die Kuratie München-Englschalking-Denning gegründet.
Die Kirche wurde 1931 von dem Münchner Architekten Franz Lochbrunner entworfen und gebaut. Kardinal Michael Faulhaber weihte die Kirche 1932. 1937 folgte eine Erweiterung durch Eugen Dreisch. Am 1. Juli 1941 erfolgte die Erhebung der Kuratie zur Pfarrei. 1983 bis 1984 wurde die Kirche im Innenraum renoviert. Im Jahr 2008 folgte eine Renovierung der Fassade.

## Beschreibung
Im basilikalen Langhaus trennen schmucklose Stützen die niedrigen Seitenschiffe vom Mittelschiff. Durch die Fenster im Obergaden (mit farblosem Glas) erhält der Raum viel Licht; nach oben wird er von einer flachen Balkendecke abgeschlossen. Der Chorraum ist gegenüber dem Mittelschiff eingezogen.

## Orgel
Die Orgel wurde 1976 von Hubert Sandtner gebaut. Sie hat 25 Register auf zwei Manualen und Pedal und verfügt über Schleifladen und mechanische Spiel- und Registertrakturen. Eine Besonderheit stellt das Koppelmanual dar. 2017/18 führte die Firma Kaps eine Überholung durch, wobei auch ein Register im Hauptwerk umdisponiert wurde (Ersatz der Quinte 1 1⁄3′ durch ein 3faches Cornet).
Das Instrument hat folgende Disposition:
| II Hauptwerk C–g3 |        |  |
| Principal         | 08′    |  |
| Rohrflöte         | 08′    |  |
| Octave            | 04′    |  |
| Spitzflöte        | 04′    |  |
| Octave            | 02′    |  |
| Cornet III        | 02 ⁄3′ |  |
| Mixtur IV–VI      | 01 ⁄3′ |  |
| Trompete          | 08′    |  |
| Tremulant         |        |  |

| III Schwellwerk C–g3 |         |  |
| Salicional           | 08′     |  |
| Holzgedackt          | 08′     |  |
| Principal            | 04′     |  |
| Blockflöte           | 04′     |  |
| Nasard               | 02 ⁄3′  |  |
| Flöte                | 02′     |  |
| Terz                 | 01 3⁄5′ |  |
| Scharff IV           | 01′     |  |
| Oboe                 | 08′     |  |
| Tremulant            |         |  |

| Pedal C–f1   |     |  |
| Principal    | 16′ |  |
| Subbaß       | 16′ |  |
| Gedackt      | 08′ |  |
| Octave       | 08′ |  |
| Nachthorn    | 04′ |  |
| Baßmixtur IV | 04′ |  |
| Posaune      | 16′ |  |
| Clairon      | 04′ |  |

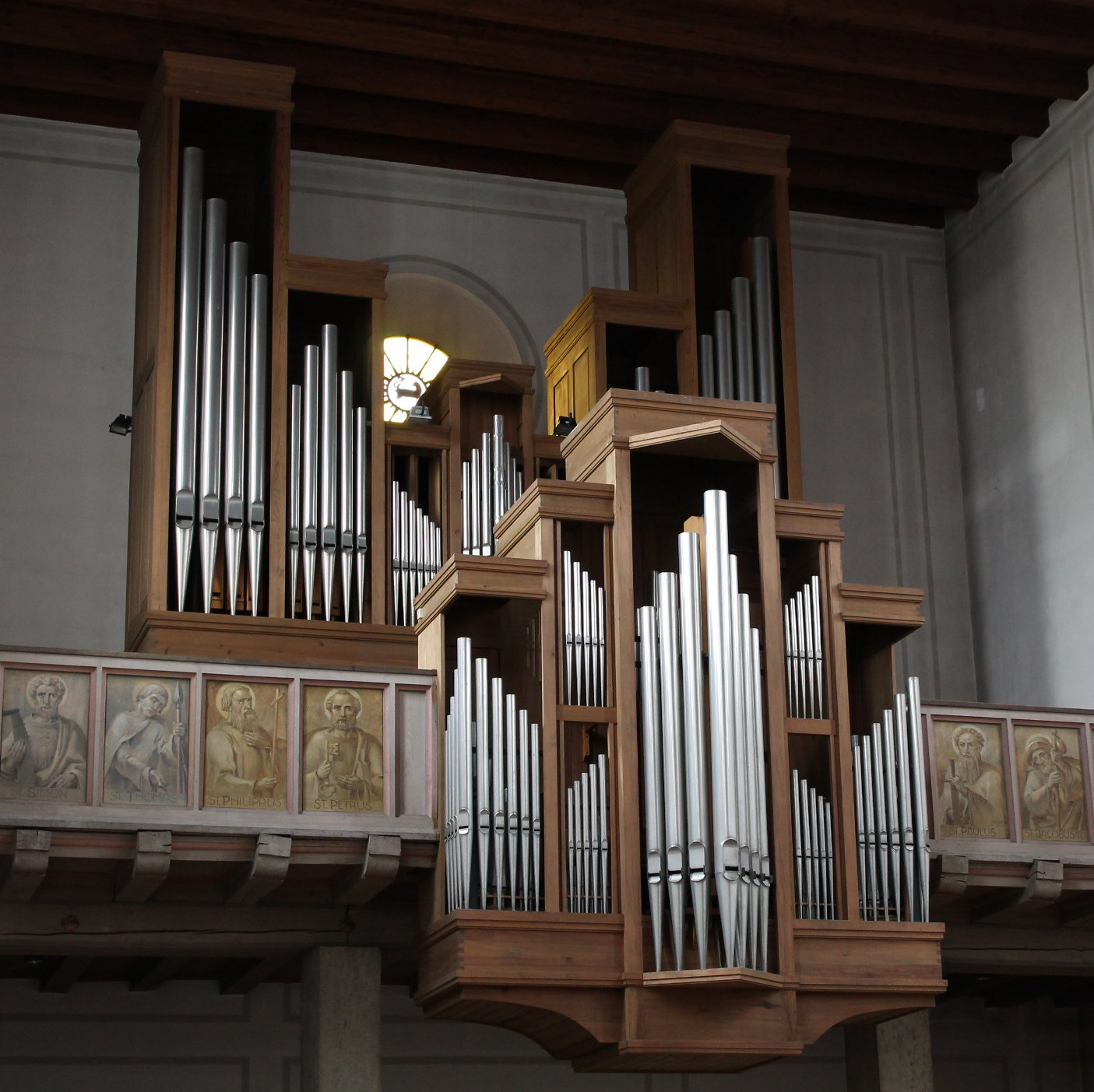
Die Orgel

- Koppeln: Koppelmanual (I), II/P, III/P

## Glocken
Der Kirchturm mit Satteldach beherbergt ein dreistimmiges Glockengeläute. Die beiden größeren Glocken wurden 1951 von Karl Czudnochowsky, Erding in dem Material Euphon gegossen, die kleine Sterbeglocke aus Bronze eines unbekannten Gießers stammt aus dem 15. Jahrhundert.
| Glocke | Durchmesser | Gewicht | Schlagton | Inschrift                                               |
| ------ | ----------- | ------- | --------- | ------------------------------------------------------- |
| 1      | 945 mm      | 436 kg  | as′-6     | LÜGE BRACHTE UNS DEN TOD, BRINGE UNS DER WAHRHEIT BROT! |
| 2      | 825 mm      | 285 kg  | b′-6      | SCHÜTZE DIE GEMEINDE VOR NOT UND DEM BÖSEN FEIND!       |
| 3      | 468 mm      | –       | f″        |                                                         |

## Pfarrei
Zu der Pfarrei St. Emmeram gehören neben der Pfarrkirche auch die Filialkirchen St. Nikolaus in Englschalking und St. Philipp und Jakob in Daglfing.
Liste der Pfarrer
- Von 1930 bis 1965 leitete Pfarrer Friedrich Jacob zunächst die Kuratie und dann die Pfarrei.
- ca. 1979–1993/94: Josef Schranner[5][6]
- ? – März 2003: Karl Fleig[7]
- 2003 – Dezember 2013: Bernhard Busch
- Seither (Stand: 2021)  ist Peter Duswald Pfarradministrator.[8][9][10]